# ZZ (banda)
ZZ é uma banda de rock japonesa.

## Membros
- Sotaromano Shield (vocalista)
- Erichi (tecladista)
- Matsuura (baterista)
- Kohsuke (guitarrista)
- Kyama (baixista)

## Discografia

### Álbuns
1. Absolute Beat Complex (19 de Julho de 2001, reedição 24 de Dezembro de 13
2. Definitive Energy Flow (10 de Setembro de 2003)
3. Universal ZZ (21 de Janeiro)
4. A to ZZ Complete Single Collection (11 de Fevereiro de 2004)
5. Generation Hip Innocence (1 de Janeiro de 2005)
6. ZZB (14 de Dezembro de 2005)
7. A to ZZ (CD e DVD) (24 de Janeiro de 2007)

### Singles
- 2001

1. Brightest (28 de Fevereiro)
2. Himawari (ひまわり) (25 de Abril)
3. Aijyou (愛情) (1 de Novembro)
4. Put Your Hands (22 de Novembro)

- 2003

1. Rhythmist (16 de Abril)
2. Yorokobi no Uta (喜びの歌) (6 de Agosto)
3. A to Z (12 de Novembro)
4. A to Z One Piece Edition (12 de Novembro)

- 2004

1. No Way Out (1 de Fevereiro)
2. Nobody Knows (14 de Abril)
3. Pride Yourself (14 de Julho
4. Just Only One/Samurai Crew (17 de Novembro)

- 2005

1. Samurai Crew (16 de Fevereiro)

2. Be Survivor (Data indefinida)
- 2006

1. Samurai Blue (17 de Maio)

## Ligações Externas
- Site Oficial
- Perfil em Euclida Gency